# Oribatella serrula
Oribatella serrula är en kvalsterart som beskrevs av Pérez-Íñigo och Baggio 1985. Oribatella serrula ingår i släktet Oribatella och familjen Oribatellidae. Inga underarter finns listade i Catalogue of Life.